# Вторгнення військ Варшавського договору до Чехословаччини
Вто́ргнення у Чехослова́ччину (Опера́ція «Дуна́й», окупація Чехословаччини) (21 серпня — 11 вересня 1968) — вторгнення військ СРСР та країн-сателітів, членів країн-членів Варшавського договору (окрім Соціалістичної Республіки Румунія) до Чехословацької Соціалістичної Республіки, повалення чехословацького уряду та окупація країни з метою припинення реформ Празької весни. За офіційною радянською версією — для ліквідації загрози виходу ЧССР з «соціалістичного табору» та військового союзу з СРСР.

## Історія

### Передумови
Радянське керівництво остерігалося, що в разі проведення чеськими комуністами незалежної від Москви внутрішньої політики СРСР втратить контроль над Чехословацькою Соціалістичною Республікою. Подібний розвиток подій загрожував розколом східно-європейського соціалістичного блоку як в політичному, так і військово-стратегічному плані.
Радянською стороною не виключався і варіант вступу на територію Чехословацької Соціалістичної Республіки військ НАТО, які проводили маневри під кодовою назвою «Чорний лев» біля кордонів ЧССР.
Враховуючи військово-політичний стан, що склався навесні 1968 року, об'єднаним командуванням Варшавського Договору спільно з Генеральним штабом ЗС СРСР була розроблена операція під кодовою назвою «Дунай».
8 квітня 1968 року Командувач повітряно-десантних військ СРСР генерал армії В. П. Маргелов отримав директиву, згідно з якою приступив до планування застосування повітряних десантів на території ЧССР.
У директиві відзначалося: «Радянський Союз і інші соціалістичні країни, вірні інтернаціональному обов'язку і Варшавському Договору, повинні ввести свої війська для надання допомоги Чехословацькій народній армії в захисті Батьківщини від небезпеки, що їй загрожує». У документі підкреслювалося також: «якщо війська Чехословацької народної армії з розумінням віднесуться до появи радянських військ, в цьому випадку необхідно організувати з ними взаємодію і спільно виконувати поставлені завдання. У випадку, якщо війська ЧНА вороже ставитимуться до десантників і підтримають консервативні сили, тоді необхідно приймати заходи щодо їх локалізації, а при неможливості цього — роззброювати».
З травня по серпень 1968 року країнами Варшавського договору було проведено ряд військових навчань для підготовки до вторгнення.
У травні-червні проведене широкомасштабне командно-штабне навчання «Шумава» із залученням лише штабів частин, з'єднань і військ зв'язку. З 20 по 30 червня на територію Чехословацької Соціалістичної Республіки вперше за всю історію військового блоку соціалістичних країн було введено 16 тисяч чоловік особового складу. З 23 липня по 10 серпня 1968 року на території СРСР, НДР і ПНР були проведені тилові навчання «Німан», в період яких йшло накопичення резерву військ. З 11 серпня 1968 року були проведені великі навчання військ ППО «Небесний щит». На території Західної України, ПНР і НДР були проведені навчання військ зв'язку.
Офіційним приводом для введення військ 21 серпня 1968 став лист-звернення групи «партійних і державних діячів» Чехословаччини до уряду СРСР і інших країн Варшавського договору «про надання інтернаціональної допомоги».

### Планування операції
Політичною метою операції ставилося зміна політичного керівництва країни і встановлення в Чехословацькій Республіці лояльного СРСР режиму.
Практичну підготовку операції очолив головнокомандувач Об'єднаними Збройними Силами країн Варшавського договору маршал Радянського Союзу І. Г. Якубовський, проте за декілька днів до початку операції її керівником був призначений головнокомандувач Сухопутними військами СРСР, заступник міністра оборони СРСР, генерал армії І. Г. Павловський.

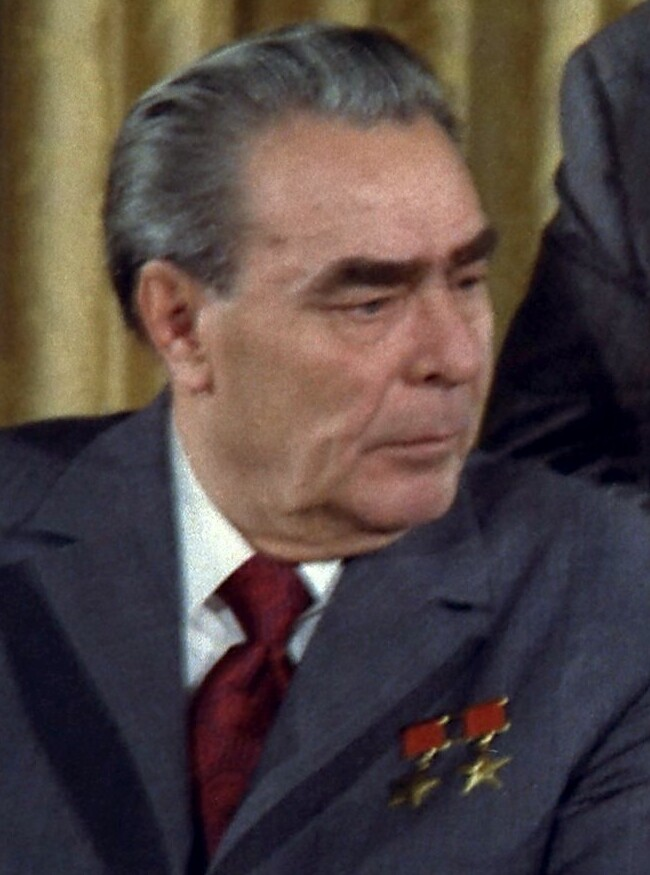
Брежнєв Л. І.

Ініціаторами, підштовхуючими Л.Брежнева до активних дій були керівники ПНР В. Гомулка і НДР В.Ульбріхт, що пропонували припинити «політику цілування» з керівництвом ЧССР.
Остаточне рішення про введення військ до Чехословацької Соціалістичної Республіки було прийняте на розширеному засіданні Політбюро ЦК КПРС 16 серпня і схвалене на нараді керівників країн Варшавського Договору в Москві 18 серпня.
Початок операції був призначений на 01:00 21 серпня.
На першому етапі основна роль відводилася повітряно-десантним військам СРСР.

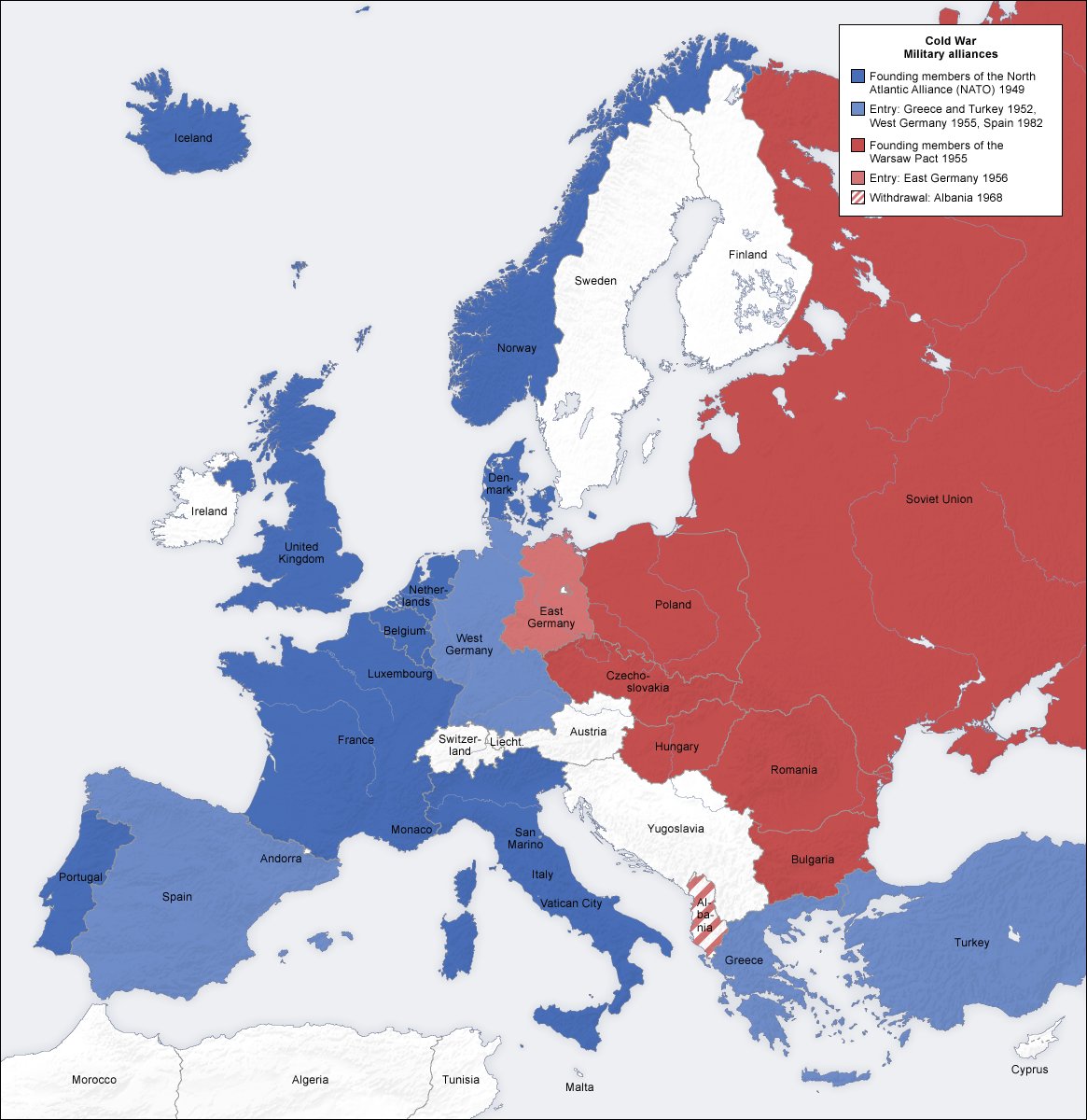
Холодна війна в Європі

Війська протиповітряної оборони, Військово-морський флот і Ракетні Війська Стратегічного Призначення приводилися в підвищену боєготовність.
На 20 серпня було підготовлено угрупування військ, перший ешелон який мав у своєму складі до 250 тис. о/с, а загальна кількість — до 500 тис. чол., близько 5 тис. танків і бронетранспортерів. Для участі у проведенні операції залучалося 26 дивізій, з них 18 радянських, не враховуючи авіації. У вторгненні брали участь війська радянських 1-ї гвардійської танкової, 20-ї гвардійської загальновійськової, 16-ї повітряної армій (Група Радянських Військ у Німеччині), 11-ї гвардійської загальновійськової армії (Білоруський військовий округ), 13-ї і 38-ї загальновійськових армій (Прикарпатський військовий округ) і 14-ї повітряної армії (Одеський військовий округ),17-ї окремої бригади спеціального призначення ЧЧФ ВМФ. Були сформовані Прикарпатський і Центральний фронти:
- Прикарпатський фронт був створений на основі управління і військ Прикарпатського військового округу і кількох польських дивізій. До його складу увійшли чотири армії: 13-та, 38-ма загальновійськові, 8-ма гвардійська танкова і 57-ма повітряна. При цьому 8-ма гвардійська танкова армія і частина сил 13-ї армії почали переміщення в південні райони Польщі, де до їх складу були додатково включені польські дивізії.
- Центральний фронт був сформований на базі управління Прибалтійського військового округу з включенням в нього військ Прибалтійського військового округу, Групи Радянських Військ у Німеччині і Північної групи військ, а також окремих польських і східнонімецьких дивізій. Цей фронт був розгорнутий в НДР і Польщі. До складу Центрального фронту входили 11-та і 20-та гвардійські загальновійськові та 37-ма повітряна армії.

Також для прикриття діючого угрупування, в Угорській Народній Республіці був розгорнутий Південний фронт. Окрім цього фронту на території Угорської народної Республіки була розгорнута для введення до Чехословацької Соціалістичної Республіки оперативна група «Балатон» (дві радянські дивізії, а також болгарські і угорські підрозділи).
В цілому чисельність введених до Чехословацької Соціалістичної Республіки військ становила:
- СРСР — 18 мотострілецьких, танкових і повітряно-десантних дивізій, 22 авіаційних і вертолітних полків, близько 170 000 чоловік;
- Польська Народна Республіка — 5 піхотних дивізій, до 40 000 чоловік;
- НДР — мотострілецька і танкова дивізії, всього до 15 000 чоловік (по публікаціях в пресі, від безпосереднього введення частин НДР до Чехословаччини в останню мить було вирішено відмовитися, вони грали роль безпосереднього резерву на кордоні, в Чехословаччині знаходилася оперативна група ННА НДР з декількох десятків військовослужбовців);
- Угорська Народна Республіка — 8-ма мотострілецька дивізія, окремі частини, всього 12 500 чоловік;
- Народна Республіка Болгарія — 12-й і 22-й болгарські мотострілецькі полки, загальною численності 2164 чол. і один болгарський танковий батальйон при 26 машинах Т-34.

Танки радянських військ на вулицях Праги. Прага. Серпень 1968

Танки радянських військ на вулицях Праги. Прага. Серпень 1968

Дата введення військ була призначена на вечір 20 серпня, коли відбувалося засідання Президії ЦК КПЧ. Вранці 20 серпня 1968 офіцерам був зачитаний секретний наказ про формування головного командування «Дунай». Головкомом був призначений генерал армії І. Г. Павловський, чия ставка була розгорнута в південній частині Польської Народної Республіки. Йому підпорядковувалися обидва фронти (Центральний і Прикарпатський) і оперативна група «Балатон», а також дві гвардійські повітряно-десантні дивізії.
У перший день операції для забезпечення висадки десантних дивізій в розпорядження Головкому «Дунай» виділялося п'ять дивізій військово-транспортної авіації.

### Хід операції
О 22 годині 15 хвилин 20 серпня у війська надійшов сигнал «Влтава-666» про початок операції. О 23.00 20 серпня у військах, призначених для вторгнення, була оголошена бойова тривога. По каналах закритого зв'язку всім фронтам, арміям, дивізіям, бригадам, полкам і батальйонам був переданий сигнал на висування. За цим сигналом всі командири повинні були розкрити один з п'яти секретних пакетів (операція була розроблена в п'яти варіантах), що зберігаються у них, а чотири, що залишилися, у присутності начальників штабів спалити не розкриваючи. У розкритих пакетах містився наказ на початок операції «Дунай» і на продовження бойових дій відповідно до планів «Дунай-канал» і «Дунай-канал-глобус».
Заздалегідь були розроблені «Розпорядження щодо взаємодії під час операції „Дунай“». На бойовій техніці, що брала участь у вторгненні, були нанесені білі смуги. Вся бойова техніка радянського і союзного виробництва без білих смуг підлягала «нейтралізації», бажано без стрілянини. У разі опору танки й інша бойова техніка, що не мали білих смуг, підлягали знищенню без попередження і без команд згори. При зустрічі з військами НАТО було наказано негайно зупинятися і без команди не стріляти.
О 2 годині ночі 21 серпня на аеродромі «Рузіне» в Празі висадилися частини 7-ї повітряно-десантної дивізії. Вони блокували основні об'єкти аеродрому, куди почали приземлятися радянські Ан-12 з десантом і бойовою технікою. Протягом 21 серпня 24 дивізії країн Варшавського договору зайняли основні об'єкти на території Чехословаччини. Введення військ здійснювалося у 18 місцях з території НДР, ПНР, СРСР і УНР. До Праги вступили частини 20-ї Гвардійської армії з Групи Радянських Військ у Німеччині (командувач — генерал армії П. К. Кошовий), які встановили контроль над основними об'єктами столиці Чехословаччини.
Були взяті під контроль будівлі ЦК КПЧ, Чехословацького радіо і телебачення. Керівники Чехословацької Соціалістичної Республіки були заарештовані і вивезені до Москви.
За закликом президента країни і Чеського радіо громадяни Чехословацької Соціалістичної Республіки не давали озброєної відсічі окупаційним силам. Проте, повсюдно війська зустрічали пасивний опір місцевого населення. Чехи і словаки відмовлялися надавати радянським військам пиття, продукти харчування і паливо, міняли дорожні знаки для ускладнення просування військ, виходили на вулиці, намагалися пояснювати солдатам суть подій, що відбуваються в Чехословацькій Соціалістичній Республіці, апелювали до радянсько-чехословацького братерства.
Радянське керівництво сподівалося на те, що введення військ дозволить консервативним силам в керівництві КПЧ прийти до влади. Проте ці надії виявилися марними. Лідери КПЧ, а услід за ними XIV надзвичайний з'їзд партії вже 21 серпня виступили із засудженням введення союзних військ. Представники консервативно налаштованої групи делегатів на з'їзді не були обрані на жоден з керівних постів в КПЧ.
21 серпня представники групи країн (США, Велика Британія, Франція, Канада, Данія і Парагвай) виступили в Раді Безпеки ООН з вимогою винести «чехословацьке питання» на засідання Генеральної Асамблеї ООН. Представники Угорської народної Республіки і СРСР проголосували проти. Потім і представник ЧССР зажадав зняти це питання з розгляду ООН. Із засудженням військового втручання п'яти держав виступили уряди чотирьох соціалістичних країн — Соціалістичної Федеративної Республіки Югославія, Соціалістичної Республіки Румунія, Народної Республіки Албанія, КНР, а також ряд комуністичних партій країн Заходу.
Радянське керівництво було вимушене шукати компромісне рішення. 24—27 серпня 1968 року в Москві відбулися переговори, на яких чехословацька сторона під тиском радянського керівництва погодилася відновити «дійсний» соціалізм. Підсумком переговорів стало спільне комюніке, в якому терміни виведення радянських військ ставилися в залежність від нормалізації ситуації в ЧССР.
На початку вересня війська були виведені з багатьох міст і населених пунктів ЧССР у спеціально виділені місця дислокації. Радянські танки залишили Прагу 11 вересня 1968 року.
16 жовтня 1968 між урядами СРСР і ЧССР був підписаний договір про умови тимчасового перебування радянських військ на території Чехословацької Соціалістичної Республіки, згідно з яким частина радянських військ залишалася на території ЧССР «з метою забезпечення безпеки соціалістичної співдружності».
17 жовтня 1968 почалося поетапне виведення частини військ з території Чехословацької Соціалістичної Республіки, яке завершилося до середини листопада.
В результаті введення військ в ЧССР був перерваний процес політичних і економічних реформ. На квітневому (1969) пленумі ЦК КПЧ першим секретарем був вибраний Г. Гусак. Реформатори були усунені від посад, почалися репресії. Країну полишило декілька десятків тисяч чоловік, у тому числі багато представників культурної еліти країни.
На території Чехословаччини радянська військова присутність зберігалася до 1991 року.

### Втрати сторін

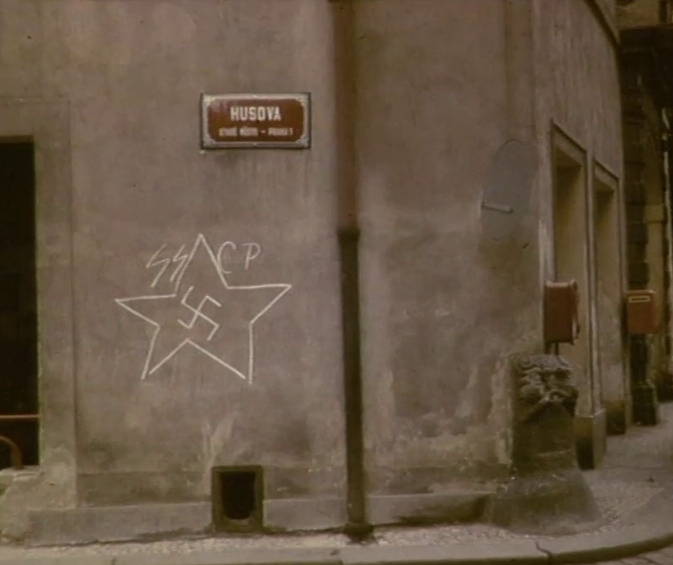
Антирадянське графіті. Прага, серпень 1968 р.

Радянські і російські джерела не повідомляють про втрати серед цивільного населення, вказуючи, що, на відміну від будапештських подій 1956 років, настільки масштабне вторгнення сталося майже безкровно. Бойові дії практично не велися. Мали місце окремі випадки нападу на військових, але в переважній більшості жителі Чехословаччини не чинили опору.
За сучасними даними, в ході вторгнення було убито 108 і поранено понад 500 громадян Чехословаччини, в переважній більшості мирних жителів. Лише у перший день вторгнення було убито або смертельно поранено 58 чоловік, у тому числі сім жінок і восьмирічну дитину.
Найбільше число жертв серед мирних жителів було в Празі в районі будівлі Чеського радіо. Ймовірно, значна частина жертв була незадокументована. Так, свідки повідомляють про стрільбу радянських солдатів по натовпу пражан на Вацлавській площі 21 серпня 1968 року, в результаті якої загинуло та було поранено декілька чоловіків, хоча дані про цей інцидент не увійшли до звітів Чехословацької служби безпеки. Існують численні свідоцтва про загибель мирних жителів, у тому числі серед неповнолітніх і осіб літнього віку, у Празі, Ліберці, Брно, Кошиці, Попраді і інших містах Чехословаччини в результаті невмотивованого застосування зброї радянськими солдатами. Відомо також про обстріл будівлі Національного музею радянськими танками.
Всього з 21 серпня по 20 вересня 1968 року бойові втрати радянських військ склали 12 чоловік загиблими і 25 пораненими і травмованими. Небойові втрати за цей же період — 84 загиблих і померлих, 62 поранених і травмованих. Також у результаті катастрофи гелікоптера в районі Теплиці загинули 2 радянських кореспонденти.
Відомі дані про втрати збройних сил інших країн — учасниць операції. Так, угорська армія втратила 4-х солдатів загиблими (все — небойові втрати: нещасний випадок, захворювання, самогубство). Болгарська армія втратила 2 чоловік — один чатовий був убитий на посту невідомими (при цьому викрадений автомат), 1 солдат застрелився.

## Наслідки операції «Дунай»

### Внутрішньополітичні наслідки
Встановлення прорадянського політичного режиму, повернення компартійної цензури, придушення громадянських свобод.
Еміграція з країни політично активних громадян, інтелігенції.

### Зовнішньополітичні наслідки
В результаті проведення операції «Дунай» Чехословацька Соціалістична Республіка де-факто стала окупованою країною і частково втратила свій державний суверенітет. Вона залишилася членом східноєвропейського соціалістичного блоку. Радянське угрупування військ (до 130 тис. чол.) залишалося в Чехословаччині до 1991 року.
Договір про умови перебування радянських військ на території Чехословацької Соціалістичної Республіки став одним з головних військово-політичних підсумків введення військ п'яти держав, що задовольнили керівництво СРСР і ОВД.

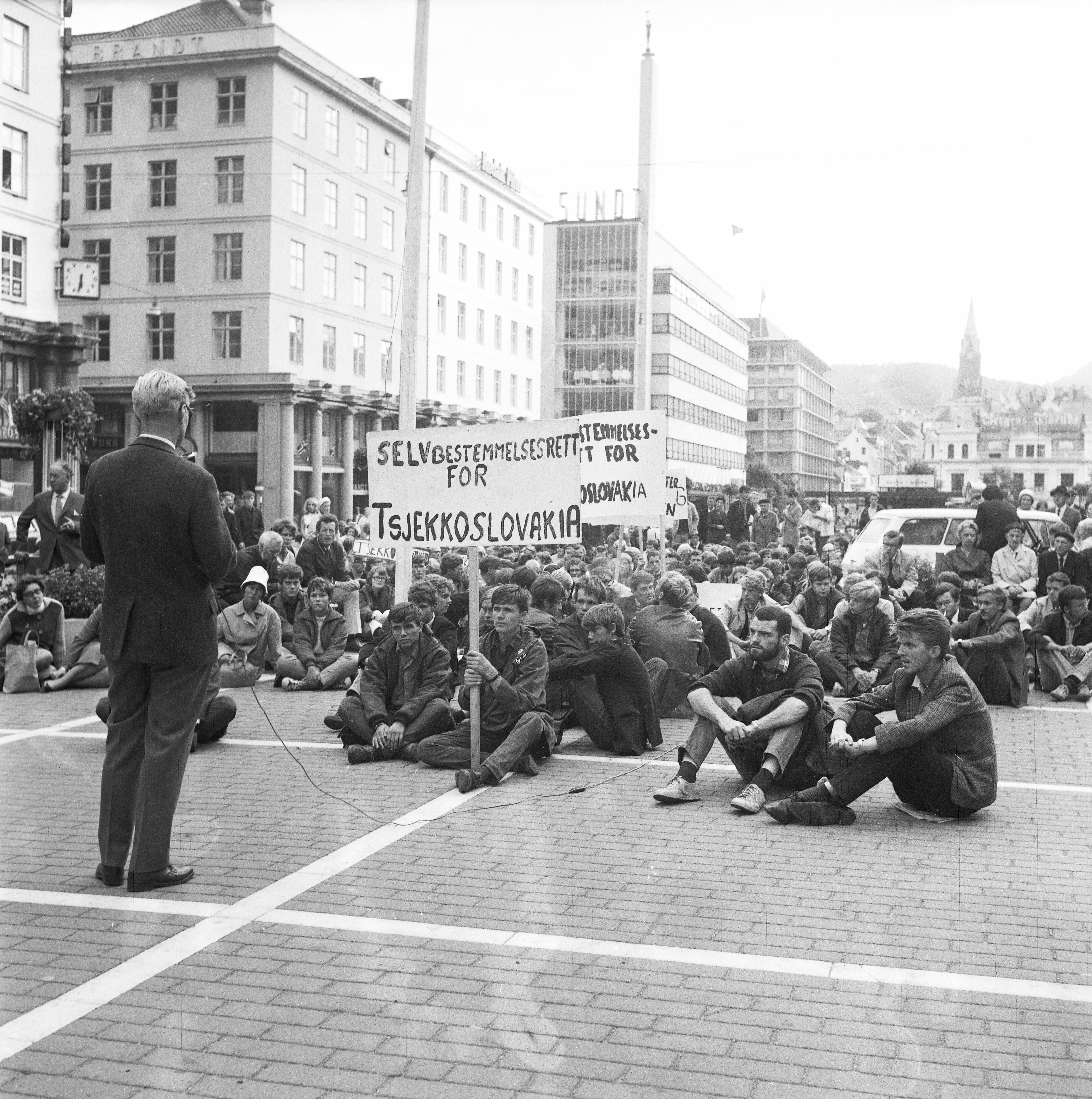
Протести проти вторгнення, Берген, Норвегія

### Довготривалі результати

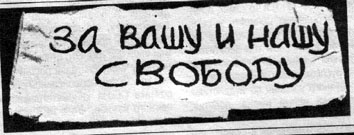
«За вашу та нашу свободу»

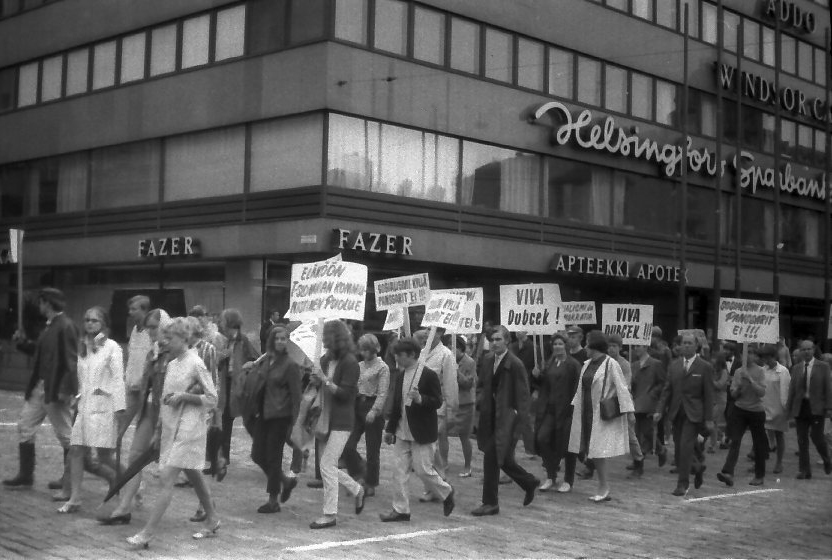
Демонстрація протесту проти вторгнення радянських військ у Чехословацьку Соціалістичну Республіку. Гельсінкі. 1968

Операція «Дунай» закрила шлях для розвитку самого СРСР: «Для Радянського Союзу придушення Празької весни виявилося пов'язаним з багатьма тяжкими наслідками. Імперська „перемога“ в 1968 перекрила кисень реформам, зміцнивши позиції догматичних сил, підсилила великодержавні риси в радянській зовнішній політиці, сприяла посиленню застою у всіх сферах.»[джерело?]
Комуністичні партії Західної Європи втратили масову підтримку оскільки практично була показана неможливість існування «соціалізму з людським обличчям».[джерело?]
В «міжнародному комуністичному русі» (комуністичних партіях — сателітах КПРС та СРСР) відбувся розкол. Найбільші західноєвропейські компартії таких країн як Франція, Італія та ін. відійшли від КПРС і почали розробляти власну ідеологію та зовнішньополітичний курс, які отримали назву Єврокомунізм.

### Оцінка операції «Дунай» у СРСР
25 серпня 1968 у Москві на Красній площі пройшла одна з найбільш значних та відомих акцій радянських дисидентів, яка виражала протест проти введення до Чехословацької Соціалістичної Республіки військ СРСР і інших країн Варшавського договору для припинення суспільно-політичних реформ у Чехословаччині. 5 листопада 1968 року український дисидент Василь Макух підпалив себе на київському Хрещатику на протест проти русифікації та вторгнення радянських військ до Чехословацької Соціалістичної Республіки.

### Міжнародна оцінка операції «Дунай»
Багато країн засудили операцію «Дунай» як вторгнення, хоча радянська пропаганда симулювала всенародну підтримку.

## Після розпаду «соціалістичного» блоку
Останні іноземні війська покинули країну тільки в 1991 році.